# Mporokoso (Distrikt)

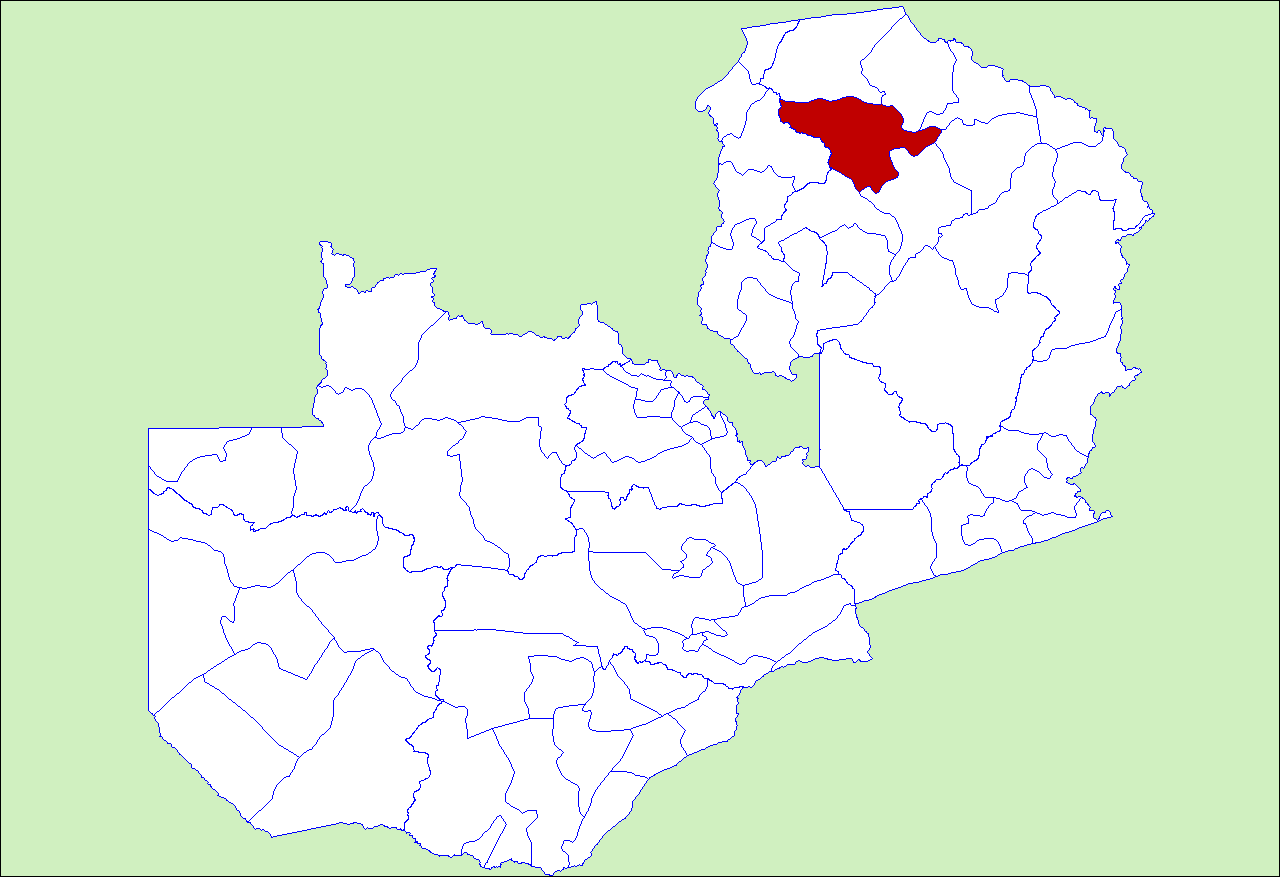
Ehemalige Ausdehnung des Distriktes bis zur Abspaltung des Distriktes Lunte

Mporokoso ist einer von zwölf Distrikten in der Nordprovinz in Sambia. Er hat eine Fläche von 4196 km² und es leben in dem Distrikt 63.450 Menschen (2022). Am 17. März 2017 wurde der etwa doppelt so große Distrikt Lunte von ihm abgespalten. Seine Hauptstadt ist Mporokoso.

## Geografie
Der Distrikt Mporokoso befindet sich etwa 180 Kilometer westlich von Kasama, der Provinzhauptstadt der Nordprovinz, auf dem Mbala-Kawambwa-Plateau. Er liegt auf einer Höhe von 1300 Metern bis 1500 Metern über dem Meeresspiegel. Mporokoso grenzt im Norden an die Distrikte Kaputa und Nsama, im Süden an Lunte, und im Westen an den Distrikt Kawambwa in der Provinz Luapula.
Der größte Teil des Distriktes ist unbewohnt, insbesondere zwischen den Flüssen Luangwa und Kalungwishi. Dadurch sind günstige Bedingungen für die Wildtierhaltung geschaffen.

### Klima
Es fällt ein jährlicher Niederschlag von 1500 mm bei Höchsttemperaturen zwischen 30 °C und 35 °C. Die Regenzeit erstreckt sich von Oktober bis Mai.

### Hydrologie
Mporokoso ist wasserreich. Größere Flüsse sind Kalungwishi, Luangwa, Mukubwe und Itabu. Der Bezirk hat mehrere Wasserfälle. Dazu gehören die Kapumafälle, die Mumbulumafälle am Luangwa, die Lumangwefälle am Kalungwishi, und die Kabwelumafälle um nur einige zu nennen.

### Vegetation
Die Vegetation ist hauptsächlich Savannenwald. Häufig vorkommende Baumarten sind Marquesia macroura (Museshi), Brachystegia spiciformis (Muombo), Daniellia asteeniana (Umunga nunshi), Pericopsis angolensis und Pterocarpus angolensis. Aufgrund des verbreiteten Chitemene-Anbausystems, einer lokalen Brandrodungstechik, wird Waldland zunehmend in ein reines Savannengrasland umgewandelt.

## Wirtschaft
Der Distrikt lebt hauptsächlich von Subsistenzlandwirtschaft. Die Hauptkulturen sind Mais, Bohnen, Maniok und Fingerhirse. Kommerzielle landwirtschaftliche Aktivitäten werden in kleinem Maßstab betrieben. Das Vieh, das im Bezirk aufgezogen wird, sind Schweine, Ziegen, Schafe und Hühner.

## Infrastruktur

### Gesundheit
In Mporokoso gibt es ein Krankenhaus, das 1976 eröffnet wurde. Das Krankenhaus hat eine Bettenkapazität von 120 Betten und 4 Kinderbetten. Der Distrikt hat auch insgesamt 6 ländliche Gesundheitszentren und 3 Gesundheitsposten. Darüber hinaus gibt es 71 Neighbourhood Health Committees (NHCs), 56 Community Health Workers und 110 Safe Motherhood Action Groups (SMAGS).

### Bildung
Der Distrikt hat 43 Grundschulen, 5 weiterführende Schulen und eine Sonderschule für Sehbehinderte. Derzeit befindet sich am Stadtrand von Mporokoso Boma ein Berufsausbildungszentrum im Bau.

### Energie
Der Distrikt ist an das nationale Stromnetz angeschlossen. Derzeit laufen Pläne zur Stromerzeugung am Kalungwishi und ein Mini-Wasserkraftwerk an den Kalepela Fällen. Die Lufubu Power Company beabsichtigt, im Distrikt eine Umspannstation zu errichten, für Strom vom Lufubu-Fluss.

### Verkehr
Der Distrikt Mporokoso verfügt über ein relativ gutes Straßennetz. Der Bezirk wird von 2 Hauptstraßen durchzogen. Eine verläuft von Kasama im Osten nach Kaputa im Norden, eine weitere vom Distrikt nach Kawambwa in der benachbarten Provinz Luapula. Es gibt ein gut ausgebautes Netz von Zubringerstraßen im gesamten Distrikt. Alle Straßen im Distrikt sind geschottert, mit Ausnahme der Straße Kasama – Mporokoso, die mittlerweile asphaltiert wurde. Es ist geplant, die Straße Mporokoso – Kawambwa ebenfalls zu asphaltieren und das wegen jahrelanger Vernachlässigung derzeit in schlechtem Zustand befindliche Netz der Zubringerstraßen soll saniert werden.